# Literatura bułgarska

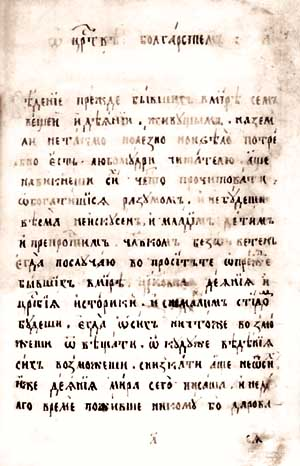
Strona z „Historii Sławianobułgarskiej” Paisjusza Chilendarskiego

Literatura bułgarska – w węższym znaczeniu: literatura tworzona w języku bułgarskim, w szerszym: ogół piśmiennictwa, tworzonego na ziemiach bułgarskich od wczesnego średniowiecza głównie w języku bułgarskim (słowiańskim), choć zalicza się tu także ryte w kamieniu teksty protobułgarskie, pisane głównie po grecku.

## Średniowiecze
Z czasów panowania chanów protobułgarskich (VII–IX wiek) pochodzą ryte w kamieniu napisy protobułgarskie w języku greckim. Są to nieliczne inskrypcje, poświęcone głównie upamiętnianiu ważnych wydarzeń z życia państwa, przedstawiające dokonania protobułgarskich chanów, zwycięstwa w bitwach itp. Zawierają one czasem pięknie sformułowane sentencje, dzięki czemu uznaje się je czasem za teksty quasiliterackie, poprzedzające narodziny właściwej literatury bułgarskiej (zob. np. Inskrypcja z Filippi).
W drugiej połowie IX wieku, dzięki opracowaniu przez Konstantyna-Cyryla alfabetu, możliwe stało się zapisywanie tekstów w języku, którym posługiwała się ludność południowych Bałkanów. Dzięki pracy Cyryla i Metodego oraz ich uczniów powstały liczne przekłady ksiąg liturgicznych, będące początkiem rozwoju języka literackiego (nazywanego czasem pierwszym literackim językiem Słowian) oraz rozwoju właściwej literatury bułgarskiej.

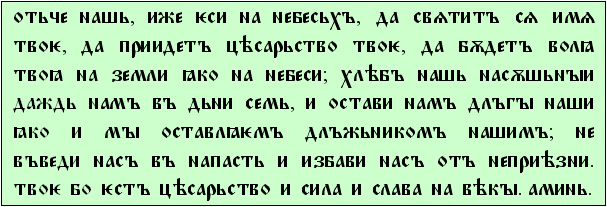
Modlitwa Ojcze nasz zapisana cyrylicą w języku staro-cerkiewno-słowiańskim

Czerpiąc wzorce z Bizancjum, na przełomie IX i X wieku piśmiennictwo starobułgarskie rozkwitło w Presławiu i Ochrydzie. Powstały tam dwa duże centra piśmiennictwa (tzw. presławska oraz ochrydzka szkoła piśmiennicza), w których powstawały przekłady ksiąg cerkiewnych oraz oryginalne dzieła literackie. Wśród najważniejszych twórców tego okresu należy wymienić m.in. Konstantyna Presławskiego (ok. 845–910), ucznia i następcę braci św. Cyryla i Metodego,
Czernorizca Chrabrego, który był autorem apologii nowego piśmiennictwa słowiańskiego, Jana Egzarchę (IX–X w.), Klimenta Ochrydzkiego (ok. 840–916) czy Prezbitera Kozmę.
Podbój przez Bizancjum w 972 r. wschodniej części carstwa bułgarskiego, a następnie w 1018 r. części zachodniej, stał się przyczyną upadku wczesnego piśmiennictwa w Bułgarii. Odrodziło się ono znów po odzyskaniu przez Bułgarię niezależności u schyłku XII w. osiągając szczyt tuż przed podbojem tureckim pod koniec XIV w. Powstała wówczas, utworzona przez patriarchę Eutymiusza Tyrnowskiego (ok. 1325–1401) tzw. tyrnowska szkoła piśmiennictwa, która wywarła ogromny wpływ nie tylko na literaturę bułgarską, ale także na piśmiennictwo sąsiednich prawosławnych narodów słowiańskich (literatura serbska, literatura rosyjska). Oprócz Eutymiusza, do najważniejszych twórców tego okresu należą Grzegorz Cambłak (1364–1420) oraz Konstantyn Kostenecki (1380 – pierwsza połowa XV w.).
Średniowieczna literatura bułgarska była zdominowana przez tematykę religijną. Oprócz kazań, poezji hymnicznej, traktatów i tzw. zborników (zbiorów różnych utworów służących religijnemu pouczeniu) ważne miejsce w średniowiecznej literaturze zajęły apokryfy, hagiografie, opowieści pouczające i heroiczne. System gatunkowy literatury bułgarskiej tego okresu inspirowany był w dużym stopniu literaturą bizantyjską. Znaczną część produkcji piśmienniczej tego okresu stanowią przekłady z języka greckiego, obejmujące m.in. żywoty świętych, kroniki historyczne czy hymny cerkiewne.

## XIV–XVIII w.
Podbój turecki (1396) stanowił wielki cios dla rozwoju bułgarskiej kultury, w tym także dla literatury. Zniknęły dotychczasowe ośrodki wspierające rozwój rodzimego piśmiennictwa, skupione wokół dworu panujących władców. Tradycję piśmienniczą w tym okresie kultywowano głównie w klasztorach (zob. monaster rylski), przy czym wciąż dominowała tematyka religijna, zorientowana wokół średniowiecznych wzorów. Rzadszym zjawiskiem była twórczość świecka, objawiająca się najczęściej w postaci zapisków historycznych, przeważnie dość skąpych objętościowo. Do pewnego przełomu doszło w XVI wieku, kiedy to w Sofii zaczęły powstawać hagiografie męczenników za wiarę, przełamujące średniowieczne wzorce i pisane w nowy sposób przy pomocy nowych środków wyrazu. Ich autorami byli Matej Gramatyk i Pop Pejo.
W XVII i XVIII w. główną formą piśmiennictwa stanowiły tzw. damaskiny, będące swoistymi zbiorami rozmaitych tekstów, złożonych m.in. z fragmentów Pisma Świętego, komentarzy do niego, pouczeń, kazań
itp. Początkowo były to teksty w całości przekładane z języka greckiego na bułgarski, a następnie kompilowane na miejscu i uzupełniane oryginalną treścią.
Najżywiej rozwijała się ustna twórczość ludowa, przejawiająca się w postaci pieśni czy bajek.
- Filip Stanisławow (zm. 1674)
- Josif Bradati (ur. 1714)

## Odrodzenie narodowe 1762–1878
Zmiany społeczno-ekonomiczne przełomu XVIII i XIX w. doprowadziły do wykształcenia wśród Bułgarów zaczątków świadomości narodowej. Po latach panowania tureckiego i niemal całkowitego upadku rodzimej kultury zaczęły się pojawiać znaki odrodzenia. Jednym z pierwszych przejawów wzrastania świadomości narodowej było zainteresowanie własną historią. W 1762 r. powstała Słowianobułgarska historia napisana przez mnicha Paisjusza Chilendarskiego, będąca naiwną jeszcze, lecz pełną żaru apologią wspaniałej przeszłości Bułgarów. Utwór powstał w oparciu o ówczesne dzieła historyczne, rysował w jasnych barwach przeszłość narodu i państwa z czasów świetności, przedstawiał jego najwybitniejszych władców i świętych. Historia pisana ku pokrzepieniu serc dość szybko zdobyła sobie znaczną popularność. Powstawały liczne odpisy, sporządzane głównie przez mnichów lub duchownych, jednak pierwsze drukowane wydanie tego tekstu, z pewnymi zmianami, ukazało się dopiero w 1844 r.

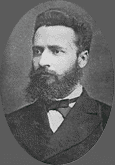
Christo Botew

Za Paisjuszem poszli inni. W 1806 r. ukazała się pierwsza drukowana książka bułgarska, Kiriakodromion czyli niedzielnik Sofroniusza Wraczanskiego (ok. 1739–1813). Zaczęto tworzyć od podstaw świecką oświatę narodową, pojawiły się pierwsze drukowane książki i podręczniki szkolne. Wśród nich istotny jest pierwszy nowobułgarski podręcznik, tzw. Elementarz rybny (bułg. Riben bukwar, 1824), napisany w żywej, zrozumiałej mowie przez Petyra Berona (1800–1871). 
Z czasem zaczęły tworzyć się publicystyka i wierszopisarstwo. Na dalszym rozwoju młodej literatury zaważyło coraz żywsze od połowy XIX w. zainteresowanie słowianofilstwem i rodzimą kulturą ludową. Oparte na obcych, zwłaszcza rosyjskich, wzorach artystycznych i bułgarskim folklorze powstały nowożytne gatunki poezji, prozy i dramatu, w których z żywej mowy ludowej tworzył się język literacki. Równocześnie z tendencjami realistycznymi pojawiły się elementy sentymentalno-romantyczne. 
Najdojrzalszym świadectwem uczuciowości romantycznej stała się liryka Christo Botewa (1847–1876). W skromnej objętościowo (znanych jest zaledwie 20 wierszy poety) twórczości poetyckiej Botewa dominuje tematyka patriotyczna, przesiąknięta ideami wolnościowymi i niepodległościowymi (zob. np. Moja modlitwa, Powieszenie Wasyla Lewskiego). Prócz utworów poetyckich Botew pisał również teksty satyryczne o zacięciu publicystycznym (np. Przykłady praworządności tureckiej), publikowane na łamach czasopism i gazet.
Jednym z najważniejszych prozaików tego okresu był Luben Karawełow (1834–1879), zaangażowany w kwestie polityczne i działający także jako publicysta. Jest on autorem realistycznych utworów, okraszonych niekiedy humorem i przedstawiających charakterystyczne typy ludzkie, postawy i zachowania swoich współczesnych. Do najlepszych tekstów literackich Karawełowa należy niewielka powieść Bułgarzy dawnych czasów z 1872 r. Prócz beletrystyki Karawełow pisał również publicystykę, artykuły poświęcone literaturze bułgarskiej, kulturze, leksykografii, historii politycznej, numizmatyce, jest również autorem opracowań bibliograficznych. Karawełow przez długi czas przebywał na emigracji w Rumunii, gdzie m.in. wydawał gazetę Swoboda (1869–1873) oraz kierował Bułgarskim Centralnym Komitetem Rewolucyjnym.

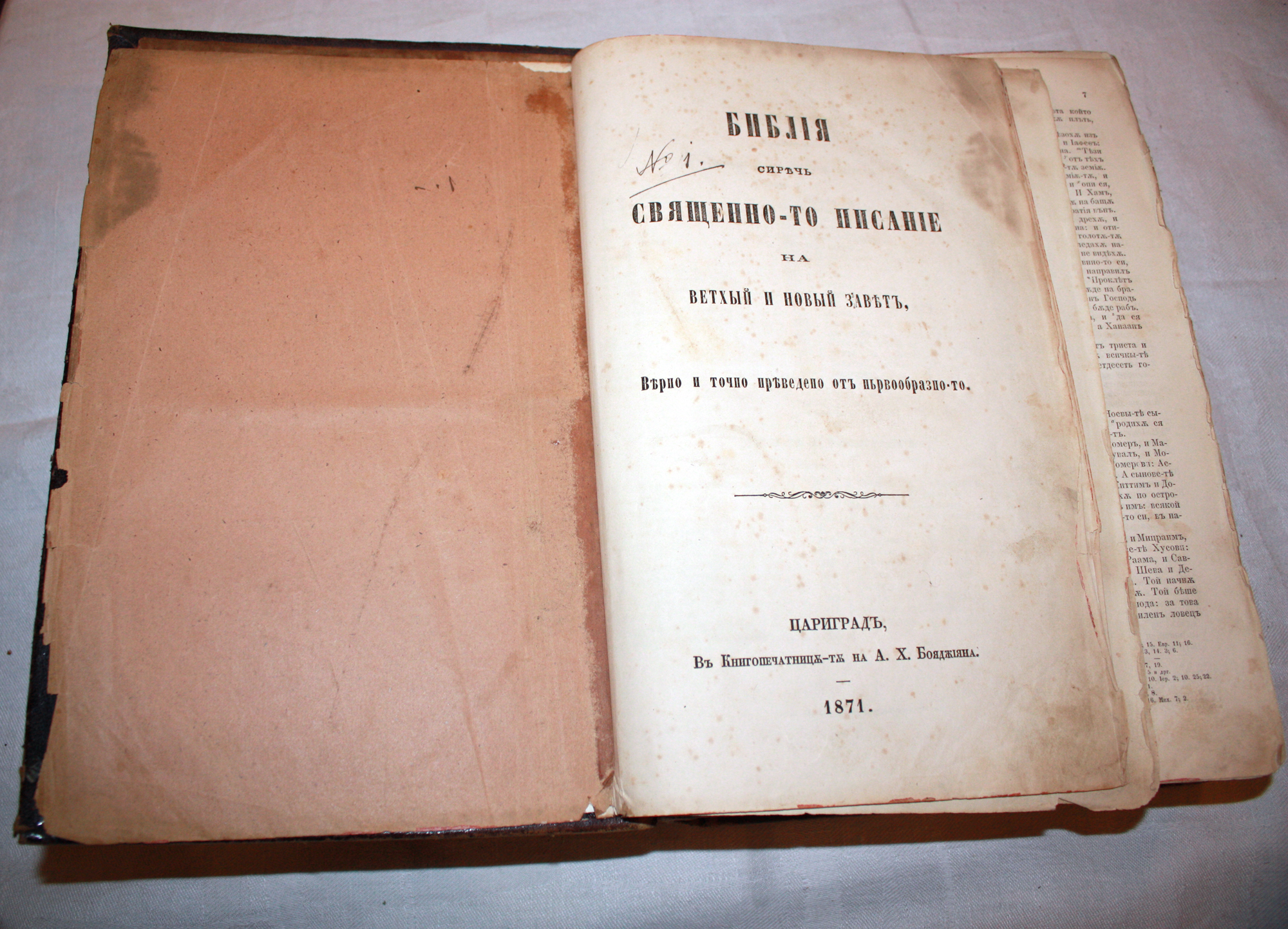
Pierwsze wydanie Pisma Świętego w przekładzie Petko Sławejkowa z 1871 r.

Wszechstronną osobowością łączącą epokę odrodzenia narodowego z czasami niepodległości był Petko Sławejkow (1827–1895), poeta, publicysta, dziennikarz, tłumacz, geograf, historyk, zbieracz folkloru oraz – już po wyzwoleniu – polityk, pełniący funkcje ministra oświaty i ministra spraw wewnętrznych kilku gabinetów. Pracując jako nauczyciel w różnych miejscowościach w całej Bułgarii, zbierał od połowy lat 40. XIX w. twórczość ludową: pieśni, przysłowia i powiedzenia. Zainspirowany ustną literaturą ludową wydał w 1852 r. pierwszy tomik własnych wierszy (Smesena kitka), po których nastąpiły kolejne: Pesnopojka (1852), Basnenik (1852), Wesełuszka (1854), Nowa pesnopojka (1857) i in. Podjął również aktywną działalność publicystyczną, drukując na łamach najrozmaitszych czasopism (m.in. Gajda, Makedonija, Rużica, Pczelica itp.) artykuły poświęcone aktualnej tematyce (walka Bułgarów o niezależność cerkiewną, kwestie walki politycznej i działalności rewolucyjnej, dominacja kulturowa Greków), jak również rozprawy i studia dotyczące historii narodu, etnografii czy języka. Przez kilka lat pracował również nad tłumaczeniem na język bułgarski Pisma Świętego – Biblią Sławejkowa. Opublikowanie tego przekładu w Stambule w 1871 r. stanowiło ważny krok w rozwoju bułgarskiego języka literackiego.
W literaturze okresu odrodzenia narodowego znalazły odbicie także spory o kształt narodowej kultury, a przede wszystkim pragnienie walki o uniezależnienie się od kulturalnej dominacji Greków, chęć utworzenia autokefalicznego kościoła. Po 1856 pojawiły się też pierwsze głosy domagające się zrzucenia panowania tureckiego i zdobycia niezależności politycznej.
Ruch odrodzeniowy inspirowany w dużej mierze ideami romantycznymi, wpłynął na wzrost zainteresowania rodzimą twórczością ludową, czego efektem było zbieranie ludowych pieśni, baśni, opowieści i podań. Do najważniejszych folklorystów bułgarskich i zbieraczy przykładów twórczości ludowej należeli, prócz Petka Sławejkowa, także bracia Miładinow, Dimityr (1810–1852) oraz Konstantin (1930–1962). Najważniejszym efektem ich działalności było opublikowanie w Zagrzebiu w 1861 r. tomu pieśni, zatytułowanego Bułgarskie pieśni ludowe (bułg. Byłgarski narodni pesni). Tom był wynikiem wielu lat pracy i zawierał ludowe utwory zbierane głównie z terenów Macedonii.

## Literatura 1878–1918

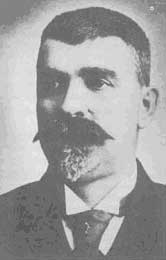
Iwan Wazow

Po odzyskaniu niezawisłości politycznej (1878) rozwinęła się dydaktyczna poezja i spokrewniona często z publicystyką proza realistyczna. Uprawiali ją zarówno zwolennicy odnowy moralnej (Aleko Konstantinow), jak narodnicy (Todor Włajkow) i socjaliści.
W życiu literackim pierwszych lat po wyzwoleniu wybitną pozycję zdobył obrońca tradycji, Iwan Wazow (1850–1921). Ze względu na rozległe zainteresowania literackie oraz imponujący dorobek Wazow nazywany jest czasem „ojcem literatury bułgarskiej”. Pisarz, historyk i polityk, aktywny twórczo do późnych lat życia i tworzący na przestrzeni półwiecza (zadebiutował w 1870 r.), stał się Wazow prawdziwym nowatorem wprowadzając do literatury bułgarskiej nowe gatunki literackie i nowe tematy. Wśród bogatego dorobku Wazowa za najcenniejsze uważa się poezje, zwłaszcza z wcześniejszych tomów, opowiadania (np. Czy idzie?, 1886, Bułgarka, 1899, Dziadek Joco patrzy), zapiski z podróży oraz powieści Niemili i niekochani (1883) i Pod jarzmem (1894).
Walcząc o europeizację sztuki narodowej w latach 90. XIX wieku Wazowowi przeciwstawili się moderniści skupieni wokół pisma Misył, którzy obrali orientację neoromantyczną. Twórcy z kręgu pisma Misył (m.in. Pejo Jaworow 1878–1914, Penczo Sławejkow 1866–1912 oraz Petko Todorow 1879–1916) podejmując polemikę literacką z Wazowem odrzucali jego twórczość, jako zbyt głęboko osadzoną w tradycyjnej, patriarchalnej kulturze bułgarskiej i nie reprezentującą aktualnych wartości europejskich. Krytycy z nowego pokolenia pisarzy zarzucali Wazowowi, że jego utwory, odpowiadające potrzebom estetycznym czytelników pierwszych lat po wyzwoleniu, na przełomie XIX i XX w. rażą naiwnością i ze względu na niechęć Wazowa do najnowszych prądów intelektualnych i estetycznych przełomu wieków (symbolizm, nietzcheanizm, sztuka dla sztuki) nie reprezentują poziomu europejskiego. Z kręgiem pisma Misył, a zwłaszcza z działalnością pisarską Krystio Krystewa (1866–1919) związany jest także początek nowoczesnej krytyki literackiej, stawiającej sobie zadanie współkształtowania gustów czytelniczych, jak też wysuwającej względem twórców wymagania estetyczne oraz wartościującej ich dokonania.
Drugie pokolenie modernistów po 1905 zwróciło się ku symbolizmowi (Teodor Trajanow 1882–1945, Nikołaj Liliew 1885–1960). 
Na początku XX wieku najżywiej rozwijała się proza wiejska, której najwybitniejszym przedstawicielem był Elin Pelin (1877–1949). W licznych opowiadaniach, nowelach i humoreskach prezentuje Pelin bardzo bogatą galerię wyrazistych postaci (Andreszko) kreśląc realistyczny, ale nierzadko doprawiony ironią obraz bułgarskiej wsi. W uznawanym przez krytyków za najlepszy tekst powieściowy w dorobku Pelina utworze Gerakowie (1911) przedstawiony został proces upadku bogatego, patriarchalnego rodu Geraków na tle przemian społeczno-gospodarczych schyłku XIX w.

## Okres międzywojenny

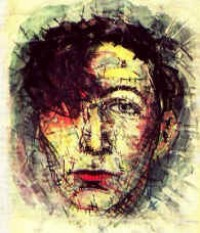
Geo Milew – autoportret, 1918

W okresie międzywojennym (1918–1944) awangardowy bunt tzw. wrześniowców, którzy w latach 20. XX wieku chcieli połączyć odnowę sztuki z rewolucją społeczną, był krótkotrwały i wyraził się głównie w ekspresjonizmie. Najważniejszym twórcą nurtu ekspresjonistycznego był Geo Milew (1895–1925), autor publikowanych na łamach czasopisma Wezni manifestów literackich, w których postulował barbaryzację sztuki, odkrycie prymitywu, pierwotności, za którą stoją utracone już przez cywilizację zachodnią wartości moralne. Elementy ekspresjonistyczne widoczne były już w pierwszych tomach poetyckich Milewa (Okrutny pierścień, 1920, a zwłaszcza Kalendarzyk ekspresjonistyczny, 1921), lecz nakreślony w jego manifestach poetycki program awangardy najpełniej wyraził się w nawiązującym do twórczości Majakowskiego poemacie Wrzesień.
W pierwszej połowie lat 20. ukształtował się nurt prozatorski zwany diabolizmem, inspirowany w dużej mierze osiągnięciami niemieckiego ekspresjonizmu. Autorzy, których twórczość zaliczana jest do tego nurtu (Władimir Polianow 1899–1988, Swetosław Minkow 1902–1966) chętnie sięgali po poetykę niezwykłości, niesamowitości, grozy i paradoksu, obierając za głównych bohaterów ludzi niedostosowanych do rzeczywistości, zbrodniarzy, samobójców, samotników, wykolejeńców. W przypadku Minkowa początkową powagę i niesamowitość z czasem zaczęły zastępować ironia i groteska. Utwory z lat 30. XX w. w większym stopniu inspirowane są rzeczywistością, prezentują ją jednak w sposób zdeformowany, groteskowy, nierzadko są także doprawione absurdalnym poczuciem humoru stanowiąc satyryczny komentarz do sytuacji społecznej i politycznej kraju (zob. np. Dama o przedziwnych oczach, Zdarzyło się to w Lampadeforii).
Rozwijała się literatura zaangażowana społecznie i rewolucyjna, wyrażająca się głównie w poezji i podejmująca tematykę niesprawiedliwości społecznej, walki o prawa robotników, przedstawiająca ciężki los najuboższych warstw społeczeństwa bułgarskiego. Тwórcy tego nurtu zrywali z eskapistycznymi i estetyzującymi tendencjami obecnymi w inspirowanych symbolizmem utworach starszych pisarzy i proponowali powiązanie literatury z konkretem, z rzeczywistością społeczną i polityczną. Nurt ten reprezentują to m.in. Christo Smirnenski (1898–1923), Christo Radewski (1903–1996), Mładen Isajew (1907–1990) czy Nikoła Wapcarow (1909–1942). Ten ostatni jest autorem wydanego w 1940 r. tomu Pieśni motoru, który stanowi przełom w bułgarskiej poezji proletariackiej. Ku twórczości zaangażowanej zwróciła się też część pisarzy starszego pokolenia, którzy debiutowali utworami, utrzymanymi w poetyce symbolizmu (Christo Jasenow, 1889–1925). W latach 30. twórcy lewicowi i komunistyczni, skupieni wokół czasopisma RLF, podejmowali walkę ideologiczną o nowy kształt literatury postulując m.in. zaangażowane społeczne, prozaizację języka oraz zastąpienie "ja" lirycznego kolektywem.
Powojenny kult prymitywu i rodzimości ustąpił tendencji do ucodzienniania literatury. W liryce nastąpiło odkrycie powszedniości (Elisaweta Bagriana 1893–1991, Atanas Dałczew). 
Realizm psychologiczny reprezentował Jordan Jowkow (1880–1937), autor kilku zbiorów opowiadań, z których za najwybitniejsze i najciekawsze uznaje się Legendy ze Starej Płaniny (Старопланински легенди, 1927, zob. np. Indże), Wieczory w antymowskim zajeździe (Вечери в Антимовския хан, 1928, zob. np. Ałbena) oraz Pieśń kół (Песента на колелетата, 1933). Jowkow napisał również kilku powieści, m.in. Żniwiarz (Жетварят, 1920). 
Bujnie rozwijała się proza historyczna, czerpiąca wątki i motywy głównie z bliższej bądź bardziej odległej bułgarskiej przeszłości. Wśród pisarzy uprawiających ten gatunek wyróżnili się m.in. Stojan Zagorczinow (1889–1969), autor powieści Legenda o świętej Zofii (1925), Ludmił Stojanow, autor powieści Mehmed Sinap (1936), czy Fani Popowa-Mutafowa (1902–1977), która zdobyła popularność tetralogią, poświęconą dynastii Asenowiczów (XII–XIII w.). Do cyklu tego należą powieści Sołunskijat czudotworec (1930), Dyszterjata na Kałojana (1936), Joan Asen (1937) oraz Poslednijat Asenowec (1939).

## Okres powojenny
Po objęciu w kraju władzy przez komunistów (1944) uległa zerwaniu więź z międzywojenną tradycją literacką. Kontrola polityczna doprowadziła do przeformułowania roli, jaką literatura ma pełnić w życiu społecznym. Utwory literackie miały stać się elementem propagandy, służącej przede wszystkim celom politycznym i społecznym, natomiast wartość artystyczna tekstów, poszukiwania formalne i treściowe i ideowe przestały odgrywać istotną rolę. Stąd też w pierwszych latach powojennych powstawały głównie utwory utrzymane w poetyce realizmu socjalistycznego, zakładającego m.in. typowość opisywanych sytuacji, ideologiczną motywację rozwoju akcji i romantykę rewolucyjną oraz przesłanie dydaktyczne. Wśród autorów, tworzących utwory prozatorskie w zgodzie z założeniami realizmu socjalistycznego byli m.in. Krum Wełkow (1902–1960), Orlin Wasilew (1904–1977), Stojan Daskałow (1909–1985), Krum Grigorow (1909–1987) czy Paweł Weżinow (1914–1983). Również poezja stała się narzędziem propagandy, co objawiało się np. w afirmacji i akceptacji nowego porządku politycznego a zaowocowało liryką zaangażowaną w bieżące sprawy społeczno-polityczne i unikającą intymności.
Do najważniejszych utworów tego okresu, wyłamujących się z poetyki socrealizmu należy m.in. niewielka powieść Emiliana Stanewa (1907–1979) Złodziej brzoskwiń (1948) oraz osadzona w realiach historycznych powieść Dimityra Talewa (1896–1966) Żelazny kaganek (1952). 
Podjęte w latach 60. rozrachunki z unifikacją literatury, znalazły wyraz w nawrocie do psychologizmu i moralistyki (Błaga Dimitrowa 1922–2003, Emilian Stanew), a także w renesansie historyzmu. Tematykę historyczną, wprowadzoną do powojennej prozy bułgarskiej przez Dimityra Talewa, podejmowali w swych utworach także m.in. Stefan Diczew (1920–1996), Ewgeni Konstantinow (1923–1986), Dimityr Mantow, Anton Donczew (obydwaj ur. 1930), Wera Mutafczijewa (ur. 1929–2009) oraz Emilian Stanew (Antychryst, Legenda o księciu presławskim Sybinie, Tichik i Nazariusz).
Najznaczniejszym efektem literatury odwilży była bujnie rozkwitająca groteska (Jordan Radiczkow 1929–2004). 
W poezji zaznaczył się powrót do liryki osobistej, pozbawionej deklaratywizmu i schematyczności formalnej i treściowej lat poprzednich. Wyrazem nowych tendencji była m.in. twórczość poetycka Dory Gabe (1888–1983) z tego okresu: tomy Nowi stichowe (1963), a zwłaszcza Poczekaj, słońce (1967).
Doktryny realizmu socjalistycznego nie odrzucano otwarcie, gdyż brakowało niezależnego obiegu literatury, a nieliczni pisarze emigracyjni (Georgi Markow) byli w kraju prawie nieznani. Okres rozrachunków z totalitaryzmem rozpoczął się po 1989.

## Literatura przełomu wieków
- Georgi Gospodinow (ur. 1968)
- Ani Iłkow (ur. 1957)
- Emił Andreew (ur. 1956)
- Wiktor Paskow (ur. 1949)
- Teodora Dimowa (ur. 1960)
- Alek Popow (ur. 1966)
- Milen Ruskow (ur. 1966)

## Grupy i kierunki literackie
- Literatura wrześniowa – lewicowy nurt ideowy w latach 20. XX w., będący następstwem ludowych wystąpień zbrojnych we wrześniu 1923[9]
- Myśl – modernistyczna grupa literacka działająca na przełomie XIX i XX w.[10]
- „Nowy Pyt” – lewicowe czasopismo i grupa literacka, istniejące w latach 1923–1925, bliskie nurtowi literatury wrześniowej[11]
- Poeci kwietnia – pokoleniowa formacja literacka, debiutująca na fali przemian demokratycznych po kwietniu 1956[12]
- Robotniczy Front Literacki – lewicowe ugrupowanie literackie skupione wokół tygodnika „RLF”, wychodzącego w latach 1929–1934[13]
- Stowarzyszenie do Walki przeciw Poetom – awangardowa grupa literacka, skupiona wokół pisma „Crescendo”, ukazującego się w 1922[14]
- Strzelec – awangardowa grupa literacka działająca w połowie lat 20. XX w.[15]